# Amata reinstalleri
Amata reinstalleri är en fjärilsart som beskrevs av Hermann Stauder 1921. Amata reinstalleri ingår i släktet Amata och familjen björnspinnare. Inga underarter finns listade i Catalogue of Life.